# Адам Клейтън
Адам Клейтън (на английски: Adam Clayton) е роден на 13 март 1960 г. в село Чинър, Оксфордшър, Англия. Има сестра Синди с четири години по-малка от него и брат Себастиян, с 10 години по-малък от него. Започва кариерата си на музикант през 1977 г. като басист на рок групата Ю Ту, която и до днес е в непроменен състав. Той живее в Дъблин от петгодишен, когато неговото семейство се премества там, но запазва британското си жителство. Неговият баща работел като пилот в Кралските BBC, а майка му от време на време работела вечер като стюардеса. Клейтън е известен със своето участие в песните New Year's Day, One, With or Without You и Until the End of the World.
Когато става на 8, родителите му го изпращат в интерната Касъл парк в Далкли. Когато навършва 13 години, отива в колежа Сейнт Кълъмбия в Ратфартъм. За кратко през 1993 г. е сгоден за Наоми Кембъл. През 1990-те години, Адам е силно зависим от алкохола и наркотиците. През 2006 г. се сгодява за дългогодишната си приятелка Сюзън Смит, която е асистентка на мениджъра на Ю Ту Пол Макгинес. Двамата се женят година по-късно през месец февруари. Запален колекционер на картини, Адам притежава много такива в къщата си в Дъблин.